# خورخه پتاسو
خورخه پتاسو (انگلیسی: Jorge Pautasso؛ زادهٔ ۱۳ فوریهٔ ۱۹۶۲) بازیکن فوتبال اهل آرژانتین است.